# Alchisme
Alchisme är ett släkte av insekter. Alchisme ingår i familjen hornstritar.

## Dottertaxa tillAlchisme, i alfabetisk ordning[1]
- Alchisme antigua
- Alchisme apicalis
- Alchisme banosiensis
- Alchisme bordoni
- Alchisme bos
- Alchisme colombiana
- Alchisme contundent
- Alchisme cultellata
- Alchisme deflexa
- Alchisme elevata
- Alchisme erecta
- Alchisme fastidiosa
- Alchisme frontomaculata
- Alchisme goiana
- Alchisme grossa
- Alchisme henryi
- Alchisme inermis
- Alchisme insolita
- Alchisme laticornis
- Alchisme mackameyi
- Alchisme nigrocarinata
- Alchisme obscura
- Alchisme onorei
- Alchisme pinguicornis
- Alchisme randalli
- Alchisme recurva
- Alchisme rubrocostata
- Alchisme sagittata
- Alchisme salta
- Alchisme schuhi
- Alchisme sordida
- Alchisme testacea
- Alchisme tridentata
- Alchisme truncaticornis
- Alchisme turrita
- Alchisme ustulata
- Alchisme veruta
- Alchisme virescens